# St. Johannes (Dreitzsch)

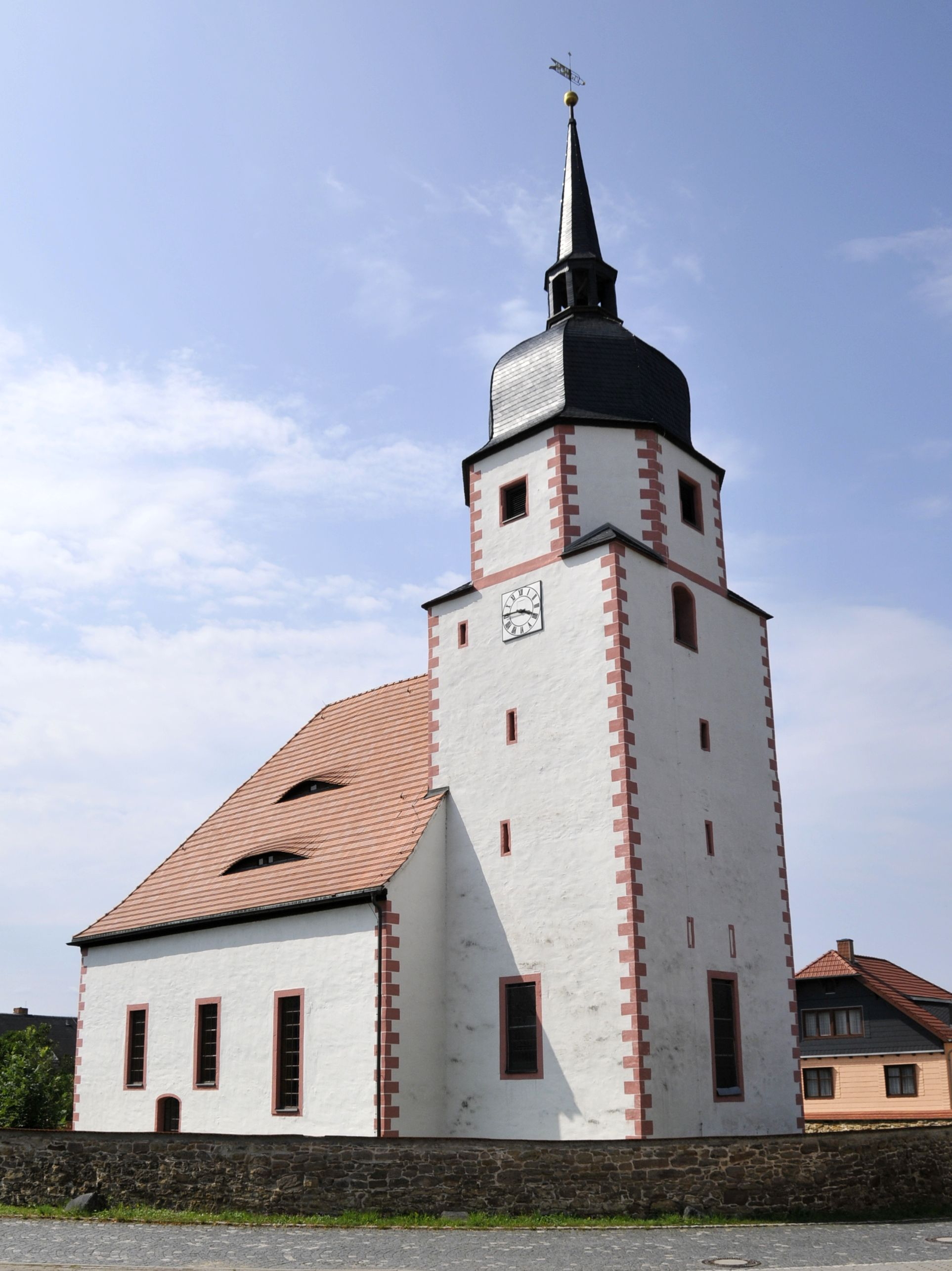
Dorfkirche St. Johannes

Die Dorfkirche St. Johannes steht in der Ortsstraße 4 von Dreitzsch, einer Gemeinde im thüringischen Saale-Orla-Kreis. Die Kirchengemeinde Dreitzsch gehört zum Pfarrbereich Pillingsdorf des Kirchenkreises Schleiz.

## Geschichte
Der Ort bestand im späten 16. Jahrhundert aus einem Dorf im Nordwesten mit einer Chorturmkirche aus dem 14. Jahrhundert und einem Gutshof mit einer Kapelle südöstlich davon. Beide Teile wuchsen im Laufe der Zeit zusammen. Vom Herrenhaus sind Reste der Einfriedung erhalten.
Die Kirche im Dorf wurde 1627 vergrößert und 1703 mit einer barocken Kirchenausstattung versehen. Im Rahmen einer Renovierung wurde 1910–12 ein Triumphbogen eingezogen. Zuletzt wurde die Kirche 1991/92 restauriert.

## Beschreibung

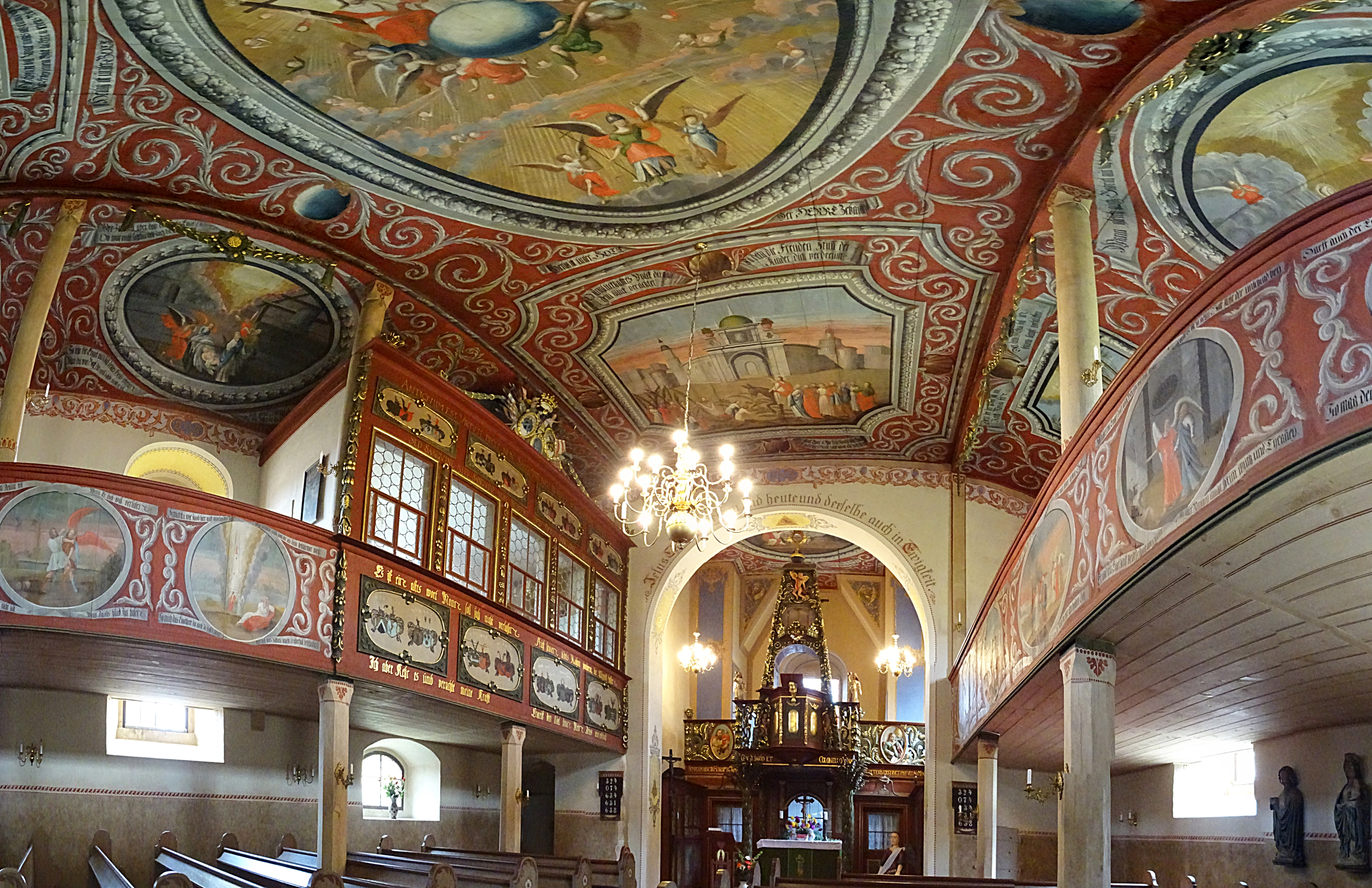
Innenraum Richtung Kanzelaltar

Die als Wehrkirche errichtete Saalkirche mit ihrem quadratischen Kirchturm und seinem achtseitigen Aufsatz ist verputzt und hat aufgemalte Ecksteine. Das Kirchenschiff ist mit einem abgewalmten Satteldach mit übereinander liegenden Fledermausgauben gedeckt, der Turm wird von einer Haube bekrönt, auf der eine Laterne mit einem spitzen Zeltdach sitzt. Das älteste Ausstattungsstück ist die 1513 von dem Glockengießer Markus Rosenberger gegossene Glocke mit der Umschrift „O Jesus, König des Ruhmes, komm mit Frieden, der du immer gepriesen bist, und o heiliger Johannes, bete für uns“.
Der Innenraum hat eine flache Decke mit seitlichen Vouten. An der Decke sind Szenen aus dem Neuen Testament dargestellt. Eingeschossige Emporen sind an 4 Seiten vorhanden. An den Emporen sind Szenen des Alten Testaments in Medaillons und Rechteckfeldern angefügt. Auf der nördlichen Empore befindet sich die Patronatsloge. An der Ostempore ist eine viereckige Auskragung mit einer polygonalen Kanzel, die von vier Palmen getragen wird. Die Brüstungen sind in die Gesamtgestaltung des Raumes eingebunden. Die einheitliche barocke Innenausstattung von 1703 ist vollständig erhalten. Die bei der Renovierung 1912 ausgeführte Farbgebung der Wände entspricht dem Jugendstil.

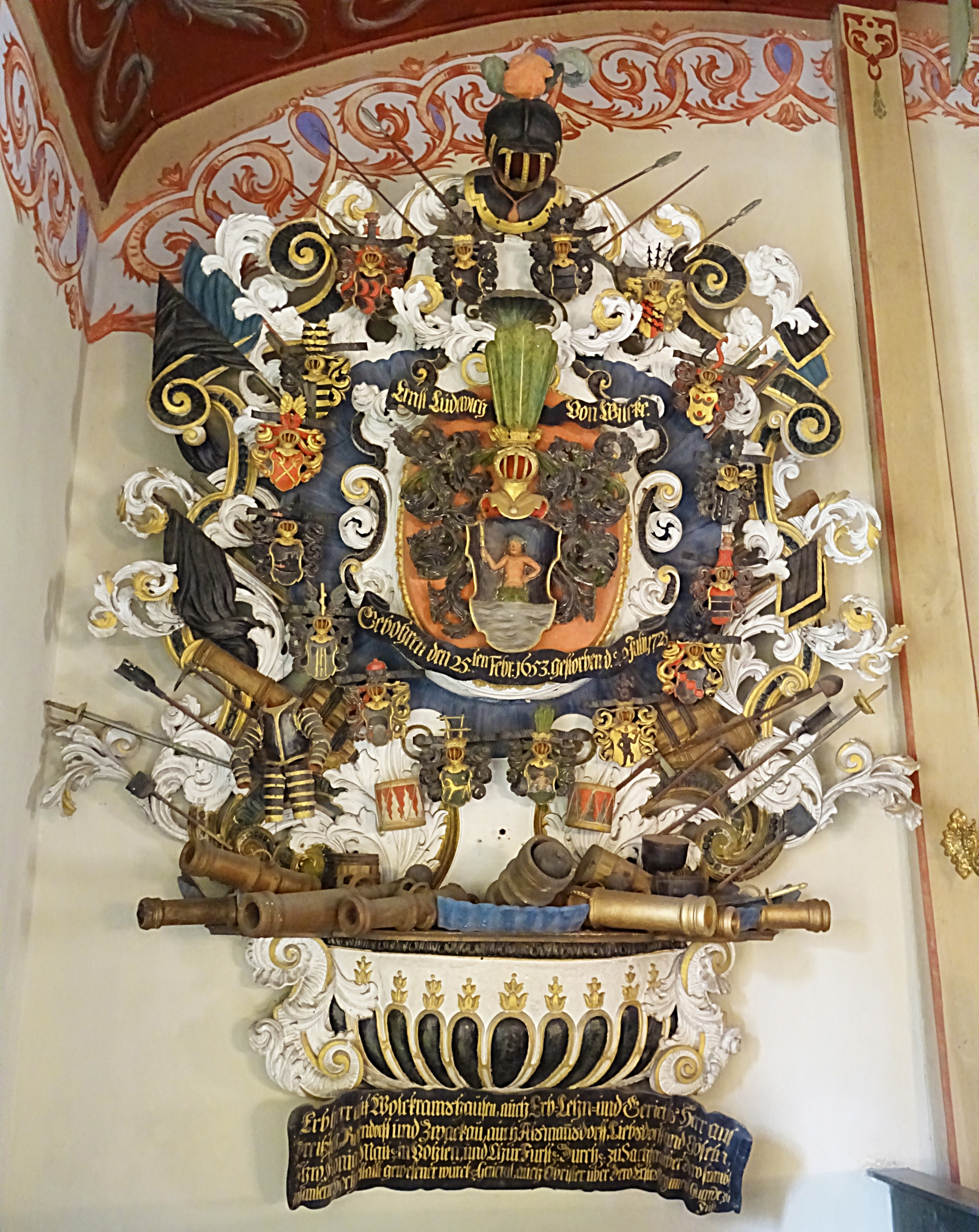
Gedenktafel für General Ernst Ludwig von Wilcke (1653–1725)

Die Orgel auf der westlichen Empore mit einem Manual, dem Pedal und 9 Registern wurde ebenfalls 1703 von dem in Schleiz ansässigen Orgelbauer David Mercker gebaut und ist in ihrer Grundsubstanz (Prospekt, Traktur und Windladen) bis heute erhalten geblieben. Orgelbaumeister Schmidt aus Gaberndorf disponierte sie 1866 um; ihre Restaurierung 2013 unternahm Frank Peiter aus Pockau-Lengefeld. Sie erhielt auch ein neues Windwerk.